# Эхольм, Мойе
Мойе Эхольм (швед. Mauritz (Moje) Öholm; 21 декабря 1883, Швеция — 14 сентября 1954) — шведский конькобежец, бронзовый призёр чемпионата мира 1908 года, чемпион Европы 1907 и 1908 годов и бронзовый призёр 1909 года.

## Биография
Мойе Эхольм дебютировал на чемпионате Европы в 1903 году и занял 11 место. Следующее его выступление было в 1905 году — 5 место. В 1907 году Мойе Эхольм победил на чемпионате Европы в Давосе, выиграв 3 дистанции из 4 (500, 1500 и 5000 метров), что по действовавшим тогда правилам, принесло ему звание чемпиона. В 1908 году он повторил свой успех, став двукратным чемпионом Европы, также победив на 3 дистанциях (500, 1500 и 10 000 метров. В этом же году Эхольм единственный раз стартовал на чемпионате мира и завоевал бронзу. Чемпионат стал первым, на котором место спортсмена определялось по наименьшей сумме занятых мест им на всех четырёх дистанциях, что позволяло определить серебряного и бронзового призёров.
Мойе Эхольм пятикратный чемпион Швеции в классическом многоборье (1906-1910). В 1919 году он завершил спортивную карьеру.

## Спортивные достижения
| Год  | Чемпионат Европы | ЧМ многоборье |
| ---- | ---------------- | ------------- |
| 1903 | (11)             | -             |
| 1904 | -                | -             |
| 1905 | (4)              | -             |
| 1906 | -                | -             |
| 1907 | 1                | -             |
| 1908 | 1                | 3             |
| 1909 | 3                | -             |